# Моречине (Кјети)
Моречине (итал. Morrecine) је насеље у Италији у округу Кјети, региону Абруцо.
Према процени из 2011. у насељу је живело 89 становника. Насеље се налази на надморској висини од 124 м.